# Ащерино (Владимирская область)
Ащерино — деревня в Ковровском районе Владимирской области России, входит в состав Клязьминского сельского поселения.

## География
Деревня расположена в 9 км на юго-запад от центра поселения села Клязьминский Городок и в 8 км на восток от райцентра города Ковров.

## История
В конце XIX — начале XX века деревня входила в состав Осиповской волости Ковровского уезда. В 1859 году в деревне числилось 22 двора, в 1905 году — 23 двора, в 1926 году — 35 дворов.
С 1929 года деревня являлась центром Ащеринского сельсовета Ковровского района, с 1940 года — в составе Стародеревенского сельсовета, с 1954 года — в составе Клязьминского сельсовета, с 2005 года — в составе Клязьминского сельского поселения.

## Население
| 1859 | 1905 | 1926 | 2002 | 2010 | 2021 |
| ---- | ---- | ---- | ---- | ---- | ---- |
| 147  | ↗159 | ↗234 | ↘25  | ↘17  | ↗34  |